# Dajç (Escodra)
Dajç é uma comuna (em albanês:  komuna) da Albânia localizada no distrito de Escodra, prefeitura de Escodra.